# Dunkelstein (Dunkelsteinerwald)

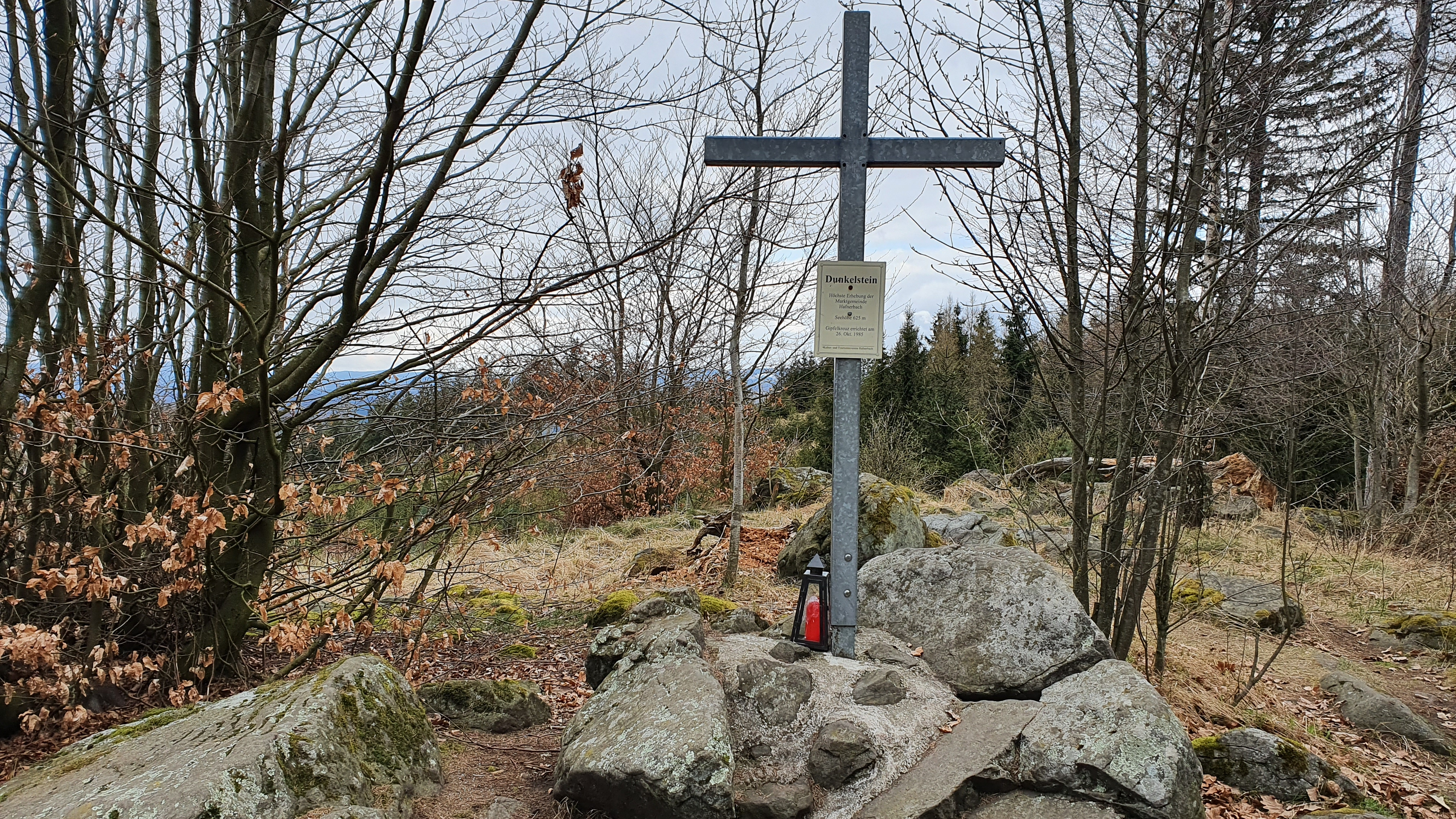
Gipfelkreuz Dunkelstein

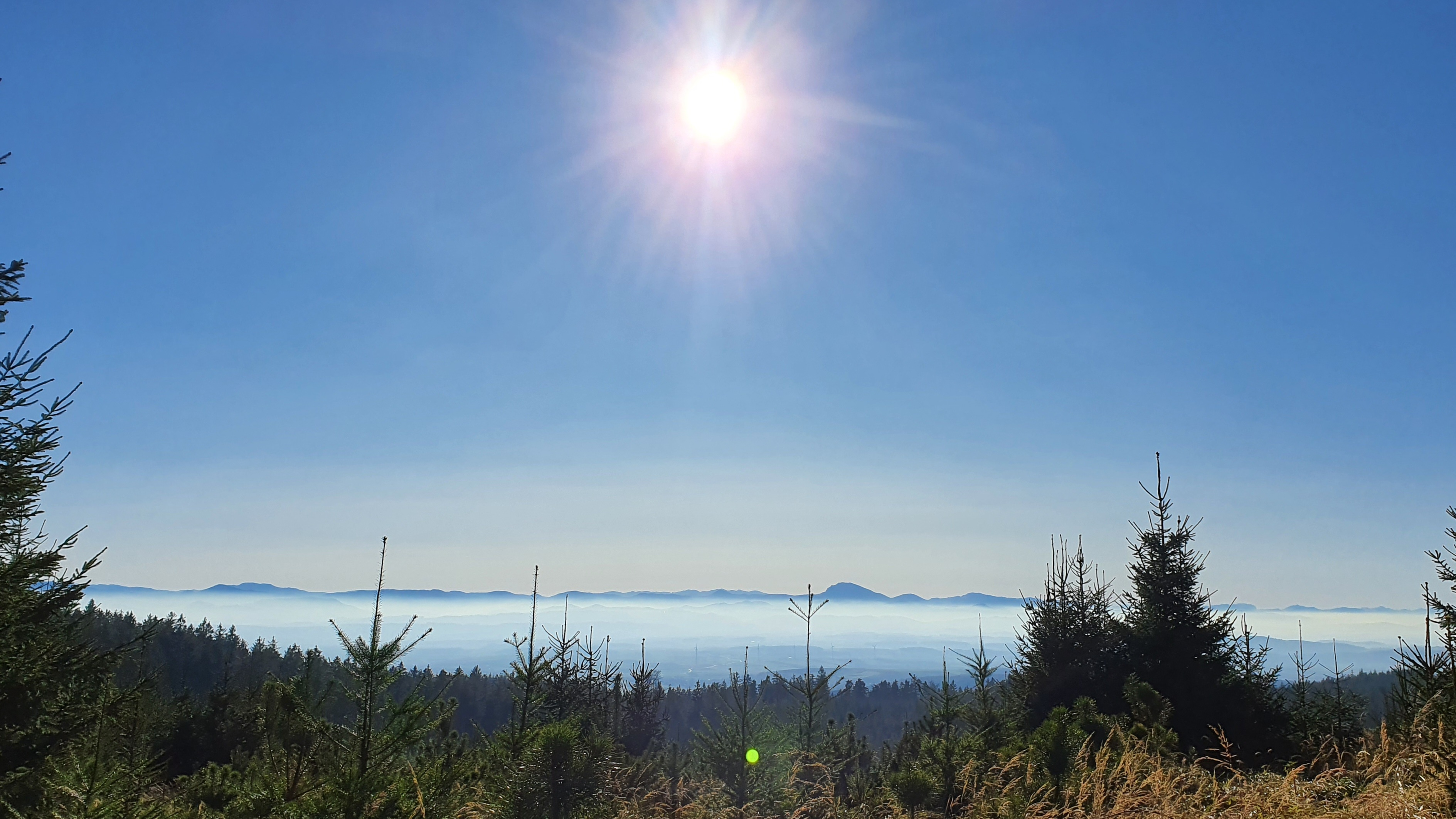
Aussicht vom Dunkelstein

Der Dunkelstein ist mit 625 Metern Seehöhe der höchste Punkt des südlichen Dunkelsteinerwaldes.

## Geschichte
Nahe dem Gipfel wurde 1931 zum Zweck der Landvermessung ein 22 m hoher und 12 Tonnen schwerer eiserner Hochstand aufgestellt. Dieser wurde 1945 von der zurückweichenden deutschen Wehrmacht gesprengt. Die Betonfundamente und Reste des Gitterwerks sind heute noch unweit des Gipfelkreuzes zu sehen.